# 플레볼란트주

플레볼란트 주의 위치

플레볼란트주(네덜란드어: Flevoland)는 네덜란드 중부에 위치한 주로 주도는 렐리스타트, 최대 도시는 알메러이며 면적은 1,419km2, 수역 면적은 993km2, 인구는 401,653명(2015년 기준), 인구 밀도는 280명/km2이다.
1986년 1월 1일에 신설되었다. 북동쪽으로는 프리슬란트주, 남서쪽으로는 노르트홀란트주, 남쪽으로는 위트레흐트주, 남동쪽으로는 헬데를란트주, 동쪽으로는 오버레이설주와 접한다. 6개 지방 자치체를 관할한다. 남부 플레보폴더르에 4개, 북동부에 2개 지자체가 있다.
원래는 내해였던 자위더르해는 1916년 북해 범람으로 인해 바다가 되었다. 1932년 자위더르 간척 사업을 통해 입구를 막는 물막이 둑이 완성되면서 담수화되었고 자이더르해는 에이설호가 되었다. 플레볼란트라는 이름은 고대 로마 시대에 기록된 자위더르 해의 이름인 플레보호(라틴어: Lacus Flevo)에서 따왔다.

주기
주 문장